# Urceolipora nana
Urceolipora nana is een mosdiertjessoort uit de familie van de Urceoliporidae. De wetenschappelijke naam van de soort is voor het eerst geldig gepubliceerd in 1881 door MacGillivray.